# Meritxell Huertas Canut
Meritxell Huertas Canut (Barcelona, 24 d'abril de 1973) és una actriu catalana coneguda en teatre per haver format part de La cubana i en televisió per la seva participació en la sèrie Com si fos ahir de Televisió de Catalunya.
Llicenciada en Filologia i formada a l'estudi de Nancy Tuñon, va formar parella artística amb Mag Lari als inicis de la seva carrera. Després va entrar a formar part de la companyia de teatre La Cubana on va treballar amb "Equipatge pel 2000", "Me lo dijo Pérez", "Una nit d'òpera", "Mamá, quiero ser famoso" i "Cómeme el coco, negro".
Va formar part del programa de televisió "El Club del Chiste"i actualment forma part de la sèrie dels migdies "Com si fos ahir"